# Адамович, Пётр
Пётр Адамович (пол. Piotr Adamowicz; родился 26 июня 1961 года в Эльблонге) — польский журналист, активист демократической оппозиции в коммунистическую эпоху.

## Биография
С конца 1970-х годов был связан с оппозиционной деятельностью, сначала как сотрудник ROPCiO, а затем активист движения «Молодая Польша». Во время забастовок в августе 1980 года занимался распространением листовок протеста на Гданьской судоверфи. Был штатным сотрудником Национальной комиссии «Солидарность». После введения военного положения участвовал в протестах на Гданьской судоверфи. В январе 1982 года был интернирован, отпущен на свободу в августе того же года. До 1987 года оставался без постоянной работы, затем до 1989 года работал в администрации Гданьского научного общества. До конца 1980-х годов сотрудничал с подпольными структурами NSZZ «S», занимаясь, среди прочего, распространением публикаций второго тиража. Также был связан с периодическим изданием Przegląd Polityczny.
С 1988 года связан с журналистикой. Был корреспондентом агентства Франс-Пресс, сотрудником Reuters, Deutsche Presse-Agentur, итальянского агентства ANSA и NBC . До 1993 года публиковался в Życie Warszawy, затем до 2010 года в Rzeczpospolita. Также стал социальным советником Фонда Центра солидарности и Европейского центра солидарности, и представителем некоторых оппозиционеров в Гданьске (включая Леха Валенсу, Богдана Борусевича и Дональда Туска) в контактах с Институтом национальной памяти.
Является автором некоторых биографий, опубликованных в трёхтомном издании «Опозиция» в Народной Республике Польша. Биографический словарь 1956-89 (Ośrodek Karta, Warszawa 2000, 2002 i 2006), соавтор книги Гданьск Леха Валенсы (Муниципальный офис, Гданьск 2008). Также разработал оригинальные мемуары Дануты Валенсы Marzenia i tajemnice (Wydawnictwo Literackie, Краков, 2011).
Дважды удостоен премии Польской ассоциации журналистов. В 2009 году Лех Качиньский вручил ему Рыцарский крест Ордена Возрождения Польши. В 2015 году был награждён Крестом Свободы и Солидарности.
Пётр Адамович — старший брат Павла Адамовича, бывшего мэра Гданьска.